# Hugo l'ippopotamo
Hugo l'ippopotamo (Hugó, a víziló) è un film d'animazione del 1975 diretto da Bill Feigenbaum.

## Trama
Tredici ippopotami vengono catturati nell'entroterra di Dar es Salaam per salvare la popolazione dell'isola di Zanzibar dagli squali. Passato il pericolo, gli abitanti si dimenticano presto del beneficio ricevuto e lasciano questi animali senza cibo. Gli ippopotami si rifanno invadendo le campagne. Sotto la spinta dei contadini, Aban Khan, ministro della Giustizia e delle Finanze, li stermina. Solo il piccolo Hugo, figlio del re degli ippopotami, scampa alla strage e si rifugia di nuovo nella savana. Jorma e i suoi compagni di scuola diventano i suoi inseparabili amici. Hugo viene però di nuovo cacciato. Per sfamarsi devasta la campagna. Arrestato, viene sottoposto ad un processo e rischia la condanna capitale. Lo stesso sultano di Zanzibar lo salva, ricordando alla popolazione che egli è l'ultimo superstite del gruppo di ammali che, a suo tempo, liberarono gli abitanti dell'isola dai pericolo degli squali.

## Colonna sonora
La musica e i testi sono curati da Robert Larimer, con la direzione di Bert Keyes. Cantano Marie Osmond, Jimmy Osmond, Burl Ives, Ken Williams Quartet, White Water.
1. "It's Really True" (Marie Osmond)
2. "Sing Song, Pass it Along" (Ken Williams Quartet)
3. "Zing Zong" (White Water)
4. "H-I-P-P-O-P-O-T-A-M-U-S" (Jimmy Osmond)
5. "You Said a Mouthful" (Burl Ives)
6. "This Friendship is Really True" (Marie Osmond)
7. "Mister M' Bow Wow" (Jimmy Osmond)
8. "The Best Day Ever Made" (Burl Ives)
9. "I Always Wanted to Have a Garden" (Marie Osmond)
10. "Somewhere You Call Home" (Marie Osmond)
11. "Wherever You Go, Hugo" (Jimmy Osmond)
12. "Il segreto" (Suan)
13. "Canta ancora un po'" (4+4 di Nora Orlandi)
14. "Zig-Zag" (4+4 di Nora Orlandi)
15. "Hugo l'ippopotamo" (I nostri figli)
16. "Mi è scoppiata una gran fame" (Sandro Tuminelli)
17. "Il segreto dell'amicizia" (Suan)
18. "Il signor Bow-Wow" (I nostri figli)
19. "Io non so" (Sandro Tuminelli)
20. "Un giardino mio" (Suan)
21. "Un bel focolare" (Suan)
22. "La cuccagna'" (4+4 di Nora Orlandi)
23. "Ovunque tu vai" (I nostri figli)